# 海南橡胶
海南天然橡胶产业集团股份有限公司（证券简称：海南橡胶，上交所：601118）是一间从事天然橡胶生产、种植、加工、销售的上市公司。

## 历史
公司创立于2005年3月29日，中国最大的天然橡胶加工企业，2011年1月7日在上海证券交易所A股上市。